# MDPI
MDPI (sigla che sta per Multidisciplinary Digital Publishing Institute) è un editore di riviste accademiche interamente ad accesso aperto.
Fondato da Shu-Kun Lin, inizialmente come archivio per campioni chimici, e annoverato tra i maggiori editori al mondo per numero di articoli pubblicati in questo tipo di periodici, MDPI è membro della Open Access Scholarly Publishers Association e del Committee on Publication Ethics ed è un partecipante e sostenitore dell'Initiative for Open Citations.
Il modello di business di MDPI si basa sulla creazione di riviste ad ampio spettro, con tempi di elaborazione degli articoli (dall'invio alla pubblicazione) molto rapidi e costi pagati dagli autori.
Al 4 giugno 2025, MDPI pubblicava 463 riviste utilizzanti il metodo della revisione paritaria e incluse nella Directory of Open Access Journals, delle quali 92 indicizzate nel Science Citation Index Expanded, 7 indicizzate nel Social Sciences Citation Index, 136 elencate in CAS SciFinder Scholar, e 229 elencate in Scopus.
Tra il 2016 e il 2020, il numero di articoli "peer reviewed" pubblicati da MDPI è cresciuto significativamente, con un aumento annuo di oltre il 50 per cento nel 2017, 2018 e 2019.

## Le critiche
Il modus operandi di MDPI ha suscitato polemiche, con i critici che sostengono che sacrifichi il rigore editoriale e scientifico a favore della velocità operativa e degli interessi commerciali.
MDPI è stata inizialmente inclusa nell'elenco del 2014 delle società editrici predatorie di Jeffrey Beall, ma è stata rimossa l'anno successivo a seguito di un appello accolto con successo dopo avere esercitato delle pressioni in tal senso sul datore di lavoro di Beall.
Alcune delle riviste pubblicate da MDPI sono state segnalate per la mancanza di rigore e le possibili pratiche predatorie anche da due importanti organismi scientifici come l'Accademia cinese delle scienze e il Registro norvegese delle pubblicazioni scientifiche.